# Cakónové
Cakónové (řecky Τσάκωνες (Tsákones)) je etnická skupina Řeků žijících na Peloponésu. Cakónové jsou pravděpodobně potomci starověkých Sparťanů (Dórů). Žijí v kraji Tsakonia, v peloponéské části východní Arkádie, největší město je zde Leonidio.

## Dějiny
Předkové Cakónských Řeků pocházeli z Peloponéského kraje Lakónie (lakedaimón), kde se nacházela starověká Sparta a patřili k dórským Řekům. Svou vlast však opustili v druhé polovině 6. stol., tedy v době, kdy západní Peloponés obsadili Slované. V tomto období mnoho Řeků z Peloponésu odešlo buď do řecké části Itálie, na Sicílii či na ostrovy v Egejském moři, jiní se slovanizovali.
Kronika z Monemvasie, byzantská kronika, která popisuje vpád Slovanů do Řecka, vypráví o Řecích z kraje Lakonie, jak někteří uprchli na Sicílii, jiní na poloostrov Peloponésu Mani, dále do města Monemvasia a také na východní Peloponés: Oi de tun thremmáton nome kai agroikikoi katokísthisan en tois parakeiménois ekeíse trachinois Topo, mj kai ep escháton Tsakoníai eponomásthisan (Jiní strážníci stáda a rolníci usadili se v hornatých oblastech, které se od té doby nazývají Tsakonie). Tak se tedy Lakóňané usadili ve východní Arkádii, v horských oblastech, které Slované nikdy neobsadili. Zde si drželi své antické tradice i pohanské řecké náboženství. Tak zároveň patřili Cakóni k jedněm z posledních pohanských Řeků.
Do své vlasti se nevrátili ani v 9. století, kdy byli Slované v Řecku definitivně poraženi. Teprve v tomto období byli Cakóni konečně christianizovaní. Císaři je začlenili do vojska pro jejich bojovnou spartskou mentalitu. V 11. století byla část Cakónů znovuusídlena do Propontídy císařem Michailem VII. Dukasem. Později byli Cakónští Řekové známí díky klidnému pasteveckému životu a zednické dovednosti. Díky agresivní povaze Cakónů a nepřístupnému horskému terénu měli Turci velké problémy udržet si vládu nad touto oblastí.

## Kultura
Cakónští Řekové byli vždy pastýři, zvyklí na horský život. Dnes je velké množství Cakónských Řeků přestěhováno do velkých řeckých měst, a tak zároveň ztrácejí své tradiční zvyky. V kraji Tsakonia se však stále mluví cakonskou řečtinou. Cakončané tančí svůj tradiční lidový tanec Tsakonikos, který má původ ještě v antickém rituálním tanci.